# Adenoncos
Adenoncos je  rod orhideja rasprostranjen od Indokine do Nove Gvineje. Postoji 17 vrsta epifita u zimzelenim šumama Tajlanda, Vijetnama, Malajskog poluotoka, Sumatre, Jave, Bornea, Celebesa, Moluka, i Nove Gvineje.

## Vrste
1. Adenoncos buruensis J.J.Sm.
2. Adenoncos celebica Schltr.
3. Adenoncos elongata J.J.Sm.
4. Adenoncos macrantha Schltr.
5. Adenoncos major Ridl.
6. Adenoncos nasonioides Schltr.
7. Adenoncos papuana (Schltr.) Schltr.
8. Adenoncos parviflora Ridl.
9. Adenoncos quadrangularis Sulist.
10. Adenoncos saccata J.J.Sm.
11. Adenoncos suborbicularis Carr
12. Adenoncos sumatrana J.J.Sm.
13. Adenoncos triangularis Sulist.
14. Adenoncos triloba Carr
15. Adenoncos uniflora J.J.Sm.
16. Adenoncos vesiculosa Carr
17. Adenoncos virens Blume